# Jacksonville Armada Football Club
Jacksonville Armada Football Club, mais conhecida como Jacksonville Armada FC, é um clube da cidade de Jacksonville, Flórida.

## História
Em maio de 2013 o empresário Mark Frisch e o ex-jogador Darío Sala se manifestaram que pretendiam trazer um time para Jacksonville. Em junho foi anunciada a compra da franquia da NASL e que a equipe estreiaria na competição em 2015. Em 18 de fevereiro de 2014 foram anunciadas as cores e o nome da equipe, Jacksonville Armada.
A equipe estreiou na competição em 2015, em um jogo contra o FC Edmonton, na qual a equipe venceu por 3x1.

## Estatísticas

### Participações
|  | Participações em 2018 |

| Competição     | Competição                     | Temporadas | Melhor campanha    | Estreia | Última | P | R |
| Estados Unidos | National Premier Soccer League | 1          | Estreia (2018)     | 2018    | 2018   |   | – |
| Estados Unidos | Lamar Hunt U.S. Open Cup       | 4          | Quarta Fase (2016) | 2015    | 2018   |   | – |